# Soodlareservoaren
Soodlareservoaren (estniska: Soodla veehoidla) är ett vattenmagasin i Estland. Den ligger i Anija kommun, omedelbart söder om gränsen till Kuusalu kommun, i landskapet Harjumaa, 40 km öster om huvudstaden Tallinn. 
Soodlareservoaren ligger 65 meter över havet och arean är 2,6 kvadratkilometer. Reservoarens tillflöde och utflöde utgörs av ån Soodla jõgi, ett biflöde till Jägala jõgi som mynnar i Finska viken.

### Fotnoter
1. ↑  Soodla Veehoidla hos Geonames.org (cc-by); post uppdaterad 1995-04-25; databasdump nerladdad 2015-09-05